# Béatrice Fontanel

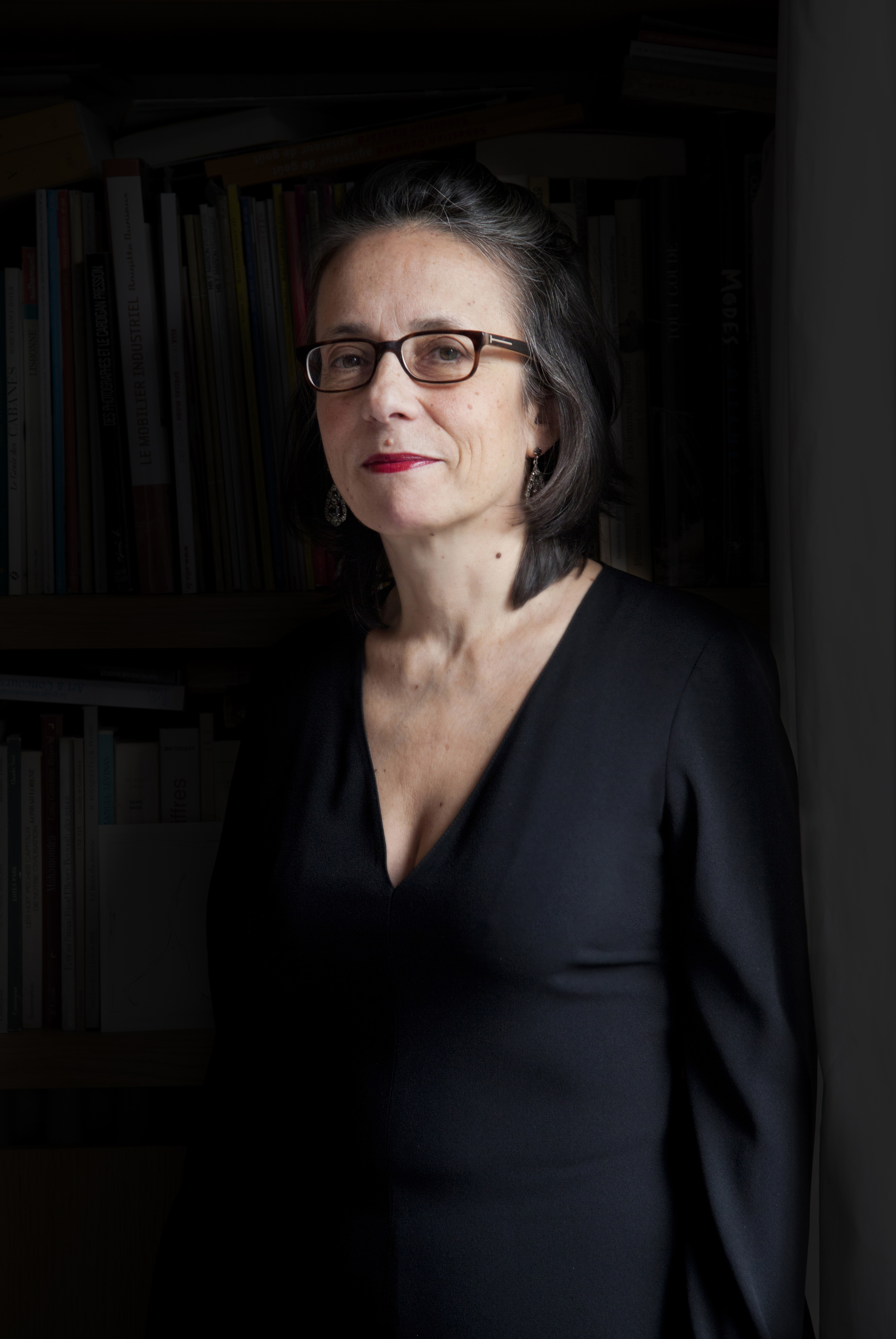
Béatrice Fontanel, 2013.

Béatrice Fontanel (* 1957 in Casablanca, Marokko) ist eine französische Journalistin und  Schriftstellerin.

## Leben
Nach erfolgreichem Abschluss ihres Studiums bekam sie eine Anstellung beim Magazin Okapi. Daneben entstanden ihre eigenständigen Werke; u. a. Sachbücher für Kinder sowie auch für Erwachsene.

## Ehrungen
- 2009 Prix du premier roman du Doubs für ihr Werk L'homme barbelé
- 2010 Prix Claude-Farrère

## Werke (Auswahl)

### Bildbände
- Tierkinder. Die schönsten Bilder junger Wildtiere (Bébés animaux, 2007). Ravensburger Buchverlag, Ravensburg 2004, ISBN 3-473-35854-1.
- Frühling, Sommer, Herbst und Winter. Die schönsten Bilder aus der Natur (Au fil des saisons, 2004). Ravensburger Buchverlag, Ravensburg 2006, ISBN 3-473-55110-4.
- Babys in den Kulturen der Welt (Bébés du monde, 2009). Gerstenberg, Hildesheim 2011, ISBN 978-3-8369-2668-3.

### Sachbücher für Erwachsene
- Baby, Säugling Wickelkind. Eine Kulturgeschichte (L'épopée des bébés, 1999). Gerstenberg, Hildesheim 1998, ISBN 3-8067-2828-3.
- La vie quotidienne en peinture. La Marinière, Paris 2005, ISBN 2-7324-3284-9.
- Quand les artistes peignaiment l'histoire de France. du Seuil, Paris 2002, ISBN 978-2-02-104374-7.

### Sachbücher für Kinder
- Meine erste Geschichte der Kunst (Ma première histoire de l'Art, 2009). Dumont, Köln 2009, ISBN 978-3-8321-9248-8.
- Henri IV. Le roi de la tolérance. Gallimard, Paris 2006, ISBN 2-07-057755-4.
- Anna et la nouveau monde. Actes Sud, Arles 2004, ISBN 2-7427-5120-3.